# Sam Leavitt
Sam Leavitt (New York, 6 febbraio 1904 – Los Angeles, 21 marzo 1984) è stato un direttore della fotografia statunitense.
Vinse l'Oscar alla migliore fotografia nel 1959 per il film La parete di fango.

## Filmografia parziale
- La spia (The Thief), regia di Russell Rouse (1952)
- Avventura in Cina (China Venture), regia di Don Siegel (1953)
- È nata una stella (A Star Is Born), regia di George Cukor (1954)
- Carmen Jones, regia di Otto Preminger (1954)
- Corte marziale (The Court-Martial of Billy Mitchell), regia di Otto Preminger (1955)
- L'uomo dal braccio d'oro (The Man with the Golden Arm), regia di Otto Preminger (1955)
- La soglia dell'inferno (The Bold and the Brave), regia di Lewis R. Foster (1956)
- Passione gitana (Spanish Affair), regia di Luis Marquina e Don Siegel (1957)
- Eighteen and Anxious, regia di Joe Parker (1957)
- Il fronte del silenzio (Time Limit), regia di Karl Malden (1957)
- La parete di fango (The Defiant Ones), regia di Stanley Kramer (1958)
- Anatomia di un omicidio (Anatomy of a Murder), regia di Otto Preminger (1959)
- Exodus, regia di Otto Preminger (1960)
- I sette ladri (Seven Thieves), regia di Henry Hathaway (1960)
- Il promontorio della paura (Cape Fear), regia di J. Lee Thompson (1962)
- Sierra Charriba (Major Dundee), regia di Sam Peckinpah (1964)
- Indovina chi viene a cena? (Guess Who's Coming to Dinner), regia di Stanley Kramer (1967)
- Missione compiuta stop. Bacioni Matt Helm (The Wrecking Crew), regia di Phil Karlson (1969)
- Agente 007 - Vivi e lascia morire (Live and Let Die), regia di Guy Hamilton (1973)
- The Man in the Glass Booth, regia di Arthur Hiller (1975)